# Агиулф
Агиулф (Agiulf, Achiuulf, Agriwulf, Aioulfus, Aiulfus, Agilulf, Aiulf; † 457) е назначен от вестготите за крал на Свебите в Галисия от 456 до 457 г. и вожд на бунт против вестготите.

## Живот
Той е от племето варни и васален крал на вестготския крал Теодерих II (упр. 453 – 466).
След като Теодерих II през 456 г. побеждава нахлулите в римската провинция Тараконска Испания свеби на Рехиар, той поставя варниянеца Агиулф като под-крал (или щатхалтер) на свебите. Теодерих II отива в Бетика, научава в Емерита за въстанието на Агиулф и се връща в кралството си. През април 457 г. той отива от Емерита обратно в Галия и побеждава с част от своята готска войска въстаника Агиулф. През юни 457 г. последва екзекуцията на Агиулф в Портус Кале.
Според някои учени Агиулф (Agiulf, Agil-wulf) е прародител на Агилолфингите.